# Gare de Derajnia
La gare de Derajnia (ukrainien : Деражня (станція)) est une gare ferroviaire située dans la ville de Derajnia en Ukraine.

## Histoire

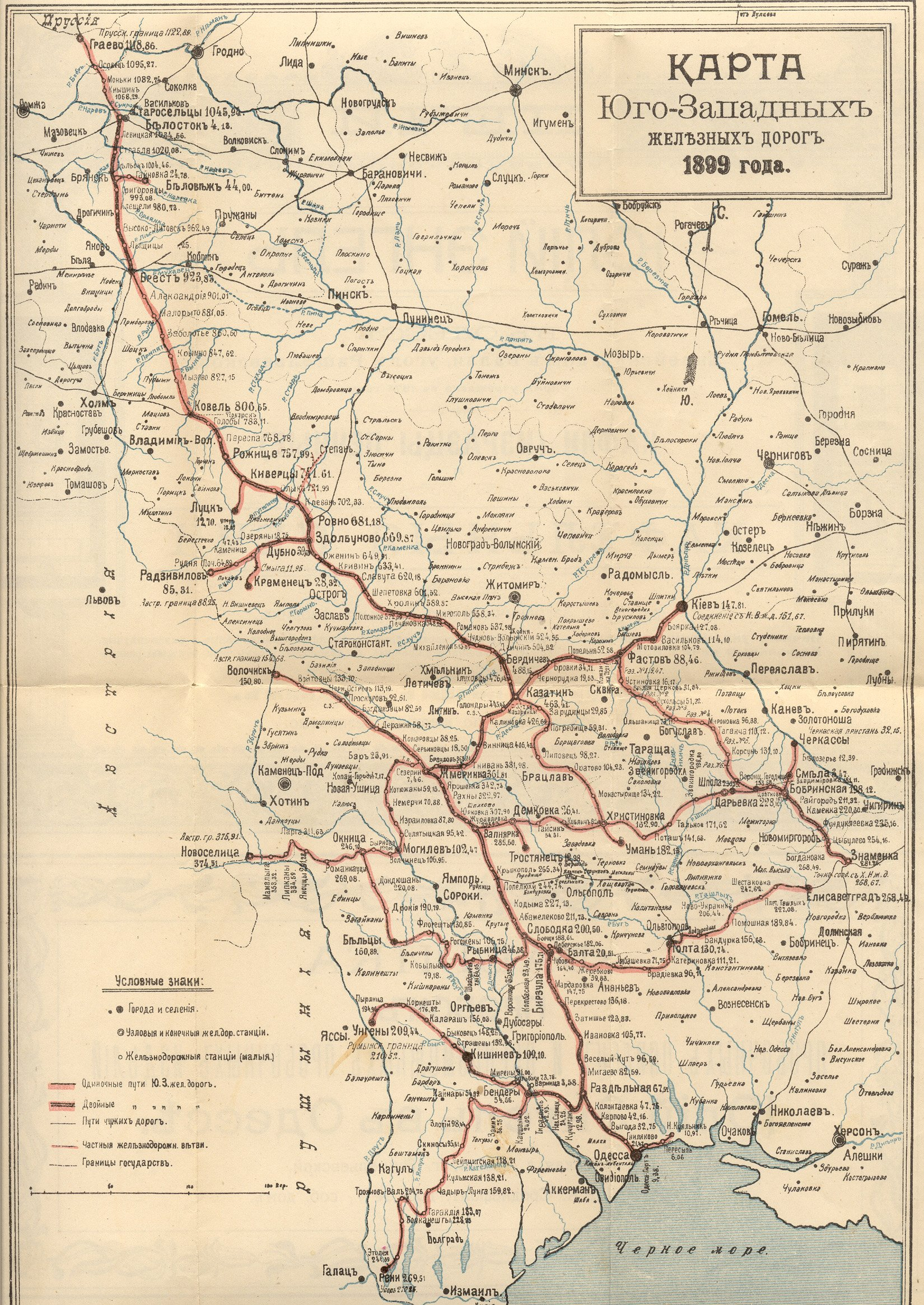
Les lignes de chemin de fer russe en 1899.

Fin des années 1860 et au début des années 1870. Le Chemin de fer du Sud, également connu sous le nom de ligne Koursk – Kharkov – Azov, est construit par un Russe d'origine juive et magnat des chemins de fer, Shmuel Poliakov. Sur cette ligne, une gare est construite à Derajnia. Grâce au chemin de fer, la population de Derajnia passe de 1 201 habitants en 1873 à 6 118 habitants en 1897, dont 5 230 Juifs. L'économie de Derajnia prospère. Dans les grandes salles bondées de la gare de Derajnia se rencontrent des marchands et des banquiers venus de toute l'Europe.
Pendant la Première Guerre mondiale, la gare est fortifiée et des trains chargés de militaires ou d'approvisionnement passent toutes les 10 à 15 minutes. En 1917, après la Révolution bolchevique, Derajnia fut le théâtre de pogroms tant en raison des nombreux passages de troupes que de la position stratégique de la gare.

### Intermodalité

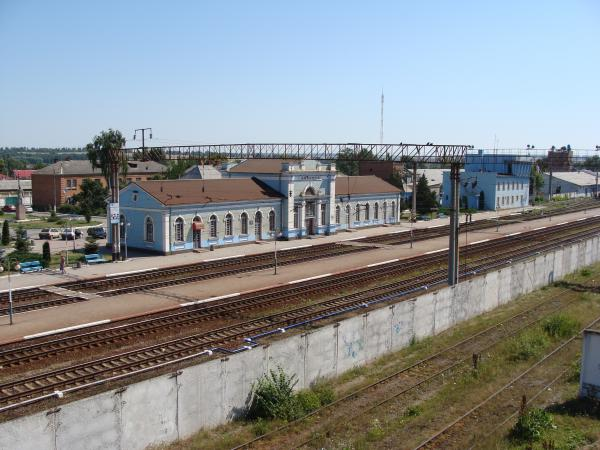
Façade sur voie.